# Gymnopaxillus crubensis
Gymnopaxillus crubensis är en svampart som beskrevs av Calvelo & Lorenzo 1989. Gymnopaxillus crubensis ingår i släktet Gymnopaxillus och familjen Serpulaceae.   Inga underarter finns listade i Catalogue of Life.